# Eurytoma brevivena
Eurytoma brevivena är en stekelart som beskrevs av Bugbee 1958. Eurytoma brevivena ingår i släktet Eurytoma och familjen kragglanssteklar. Inga underarter finns listade i Catalogue of Life.